# Helmut Roleder
Helmut Roleder, né le 9 octobre 1953 à Freital (RDA), est un footballeur allemand, qui évoluait au poste de gardien. Il effectue toute sa carrière en club au VfB Stuttgart et joue également en équipe d'Allemagne.
Roleder ne marque aucun but lors de son unique sélection avec l'équipe d'Allemagne en 1984. Il participe au Championnat d'Europe 1984 avec l'équipe d'Allemagne. 

## Carrière
- 1972-1987 : VfB Stuttgart  [1]

## Palmarès

### En équipe nationale
- 1 sélection et 0 but avec l'équipe d'Allemagne en 1984.
- Participation au premier tour de l'Euro 1984.

### Avec le VfB Stuttgart
- Vainqueur du Championnat d'Allemagne en 1984.
- Finaliste de la Coupe d'Allemagne en 1986.